# 聖伯多祿和聖保祿教堂 (盧森堡市)

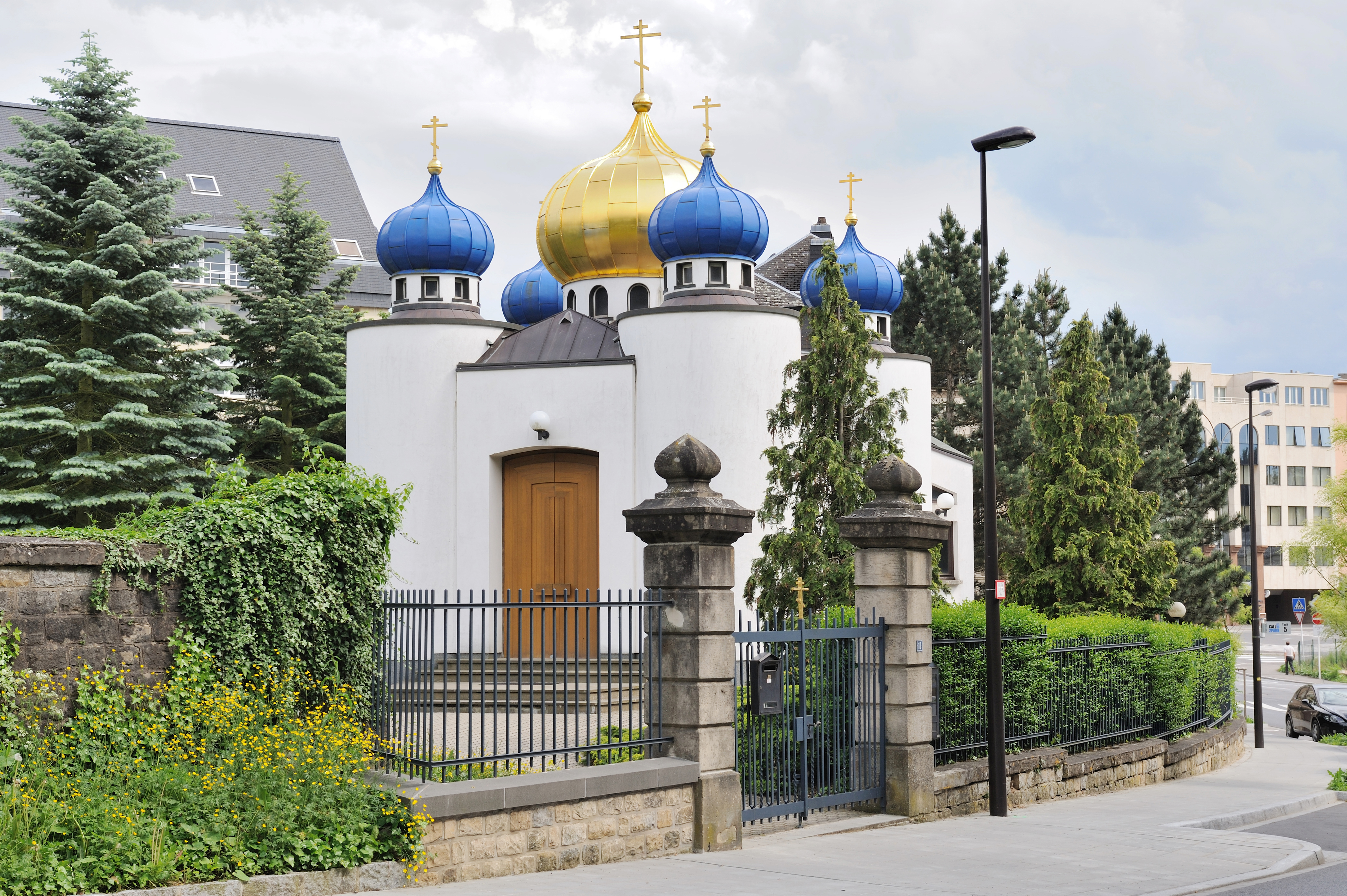
聖伯多祿和聖保祿教堂

聖伯多祿和聖保祿教堂（Church of the Saints Peter and Paul）是盧森堡的第一座俄羅斯正教會教堂。盧森堡最早的俄羅斯人定居者估計有120至130人，抵達於1927年。1928年，他們在盧森堡建立了一個俄羅斯正教會教區。聖伯多祿和聖保祿教堂始建於1979年，並奉獻於1982年7月12日。

## 外部連結
- How Pukh built an orthodox church in Luxembourg （页面存档备份，存于） （俄文）

49°36′51″N 6°07′09″E / 49.61417°N 6.11917°E